# 切手の博物館
切手の博物館（きってのはくぶつかん）は、一般財団法人水原フィラテリー財団が運営する、東京都豊島区所在の切手関係の専門博物館。

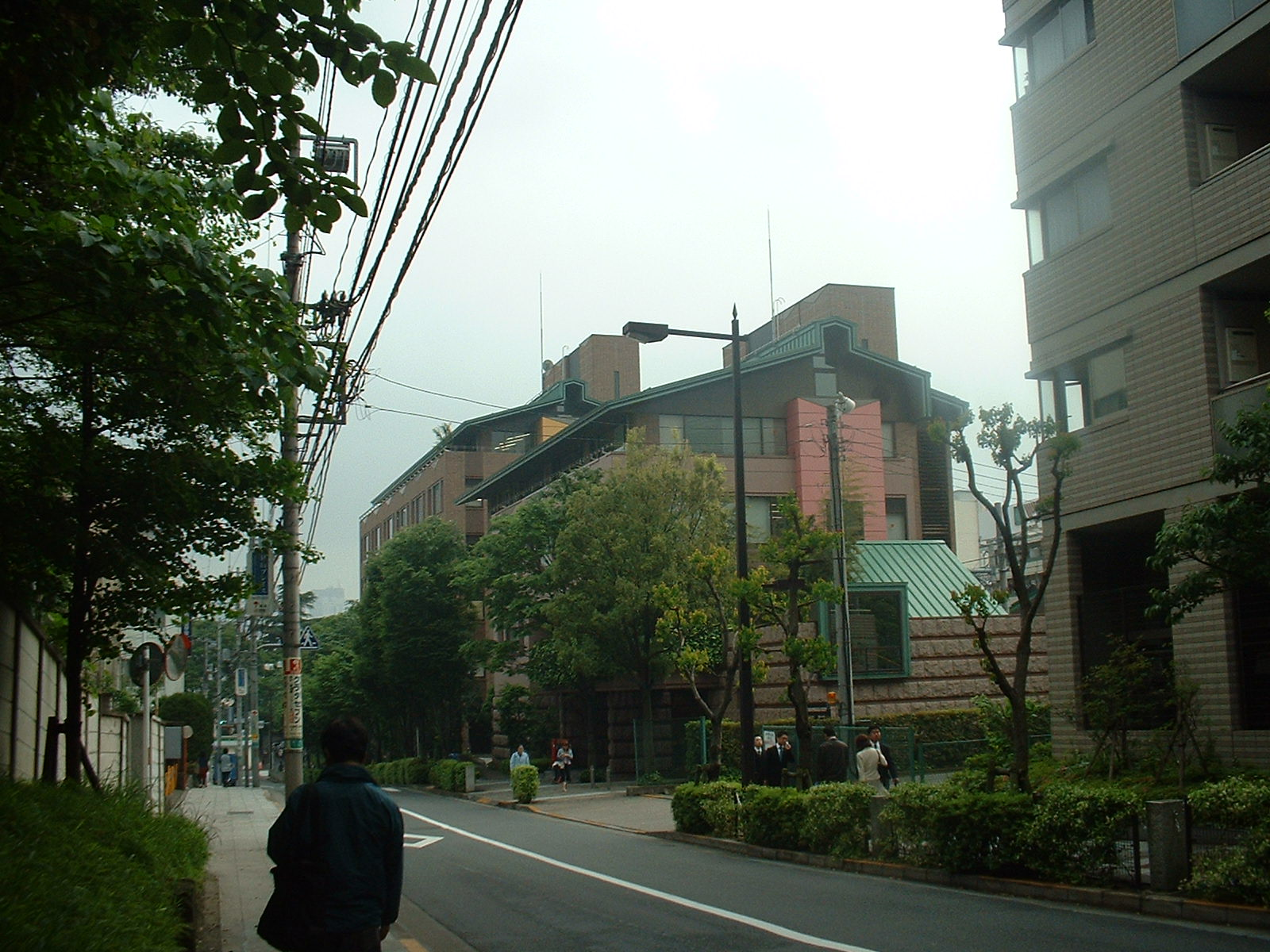
外観全景写真

## 沿革
1988年（昭和63年）に設立された旧郵政省所管の財団法人フィラテリーセンターを前身とする。渋谷区代々木（現在のJR東日本本社敷地の一部）の郵趣会館内にあったが、再開発に伴い1996年（平成8年）にJR東日本が所有していた現在地へ移転した。2000年（平成12年）に財団法人切手の博物館と名称変更、中央省庁再編に伴い2001年（平成13年）より総務省所管、2013年（平成25年）4月1日より一般財団法人切手の博物館。2018年より財団名称を一般財団法人水原フィラテリー財団に変更し現在に至る。
日本博物館協会会員館。博物館法に基づく東京都教育委員会登録博物館（第68号、1991年）である。

## 概要
日本及び世界各国の郵便切手、郵便切手収集に関する文献について、資料の収集・保存、展示、調査研究等がなされている。開かれた運営（マネージメント）、資料を探求し次世代に伝える（コレクション）、知的な刺激や楽しみを分かち合う（コミュニケーション）施設を標榜している。万国郵便連合（UPU）加盟の日本及び外国切手を約35万種、カバー（封筒）類を約15,000枚、図書約10,000冊、雑誌・オークション誌を約1,500種以上所蔵している。
館内は、3カ月ごとに展示替される企画展示とミュージアムショップがあるエキジビション・ゾーン、図書室と当館創設者の故・水原明窗記念コーナーがあるライブラリー・ゾーンによって構成されている。図書室には、世界最初の切手であるペニー・ブラック（イギリス、1840年発行）や日本最初の切手である竜文切手（1871年発行）が展示されている。
3階のスペース1.2では、夏休み期間、クリスマスなど期間を限って行う特別展が開催されるほか、切手バザールなどさまざまなイベントが行なわれている。なお、館内には公益財団法人日本郵趣協会など郵趣関係の事務局もある。
正面入口の前には、楳図かずおのデザインした『まことちゃんポスト』が立つ。楳図が当博物館のある豊島区目白に3年間住んでいたことがあるという縁で製作され、2016年5月に設置された。楳図のトレードカラーである赤と白のボーダーに「グワシ」「サバラ」の手のポーズ、投函口の下にはまことちゃんの目というデザインである。

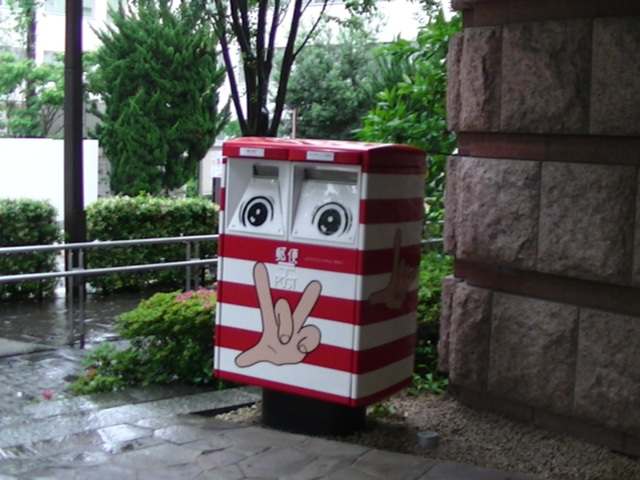
まことちゃんポスト
（2020年）

## 図書室
- 資料検索：冊子目録、カード目録形式、レファレンスサービス
- コピーサービス：1枚60円、申込時間10:30～16:30

## 館内施設
- 世界の切手ショウルーム
世界各国で新発売された話題の切手と日本切手及び外国切手を常時6万種以上販売
- 切手ショップ
  - モナリザスタンプ
  - ロータス・フィラテリックセンター
  - フレッド・ボートライト インターナショナル フィラテリック ブティック
- サボテン相談室＆サボテンカフェ
サボテン・サキュレント（多肉植物）の専門店
サボテンカフェ：コーヒー、カフェオレ、ココア

## 利用案内
- 開館時間：10:30～17:00（ミュージアムショップは18:00まで）
- 休館日：月曜日（祝日の場合も）、展示替時、年末年始
- 入館料：大人200円、小中学生100円
  - 障がい者無料（各種手帳提示、介添者1名も無料）
  - 毎月23日のふみの日は無料（23日が月曜日の場合は翌24日が無料）
  - 団体割引／10名以上で20円引き
  - 切手で入館可

## 交通アクセス
- JR山手線目白駅徒歩3分
- JR山手線、東京メトロ東西線、西武新宿線各高田馬場駅徒歩7分
- 東京メトロ副都心線雑司が谷駅徒歩13分